# Solfuro di piombo
Il solfuro di piombo è il sale di piombo(II) dell'acido solfidrico. È praticamente insolubile in acqua, soluzioni alcaline, soluzioni di solfuro di ammonio [(NH4)2S], acido cloridrico e solforico diluiti.

## Minerali
In natura è presente come minerale col nome di galena ed è il più importante minerale di piombo. Si presenta in cristalli monometrici (cubici o ottoedrici) di color grigio piombo con lucentezza metallica.

## Produzione
Si può produrre sinteticamente riscaldando del piombo in presenza di zolfo, o per riduzione di PbSO4 per riscaldamento con carbone o ancora per precipitazione trattando soluzioni di sali di piombo(II) con acido solfidrico o solfuri alcalini. 
Pb++  +  S2–  →   PbS↓
Il prodotto si presenta come polvere di colore nero.

## Reazioni
Riscaldato in presenza di ossigeno (aria) si ossida a solfato (PbSO4) o a monossido di piombo (PbO), poi reagendo con gli stessi composti ossigenati sviluppa diossido di zolfo (SO2) liberando piombo metallico.

## Usi
L'uso principale è la produzione di piombo metallico e in piccola parte per la produzione di solfato di piombo. Nella raffinazione del petrolio è utilizzato come catalizzatore.

## Tossicità
Come gran parte dei composti del piombo è tossico e pericoloso per l'ambiente.